# Без предупреждения
«Без предупреждения» (фр. Sans Sommation) — классический европейский художественный фильм 1970-х годов совместного производства Франции, ФРГ и Италии. Режиссёр и сценарист этого фильма — Бруно Гантиллон. Главные роли исполняют Морис Роне, Бруно Кремер, Марио Адорф и Анни Дюпре.

## Сюжет
Французская полиция очень активно разыскивает бывшего майора Капра, человека, который обладает некой важной и секретной информацией о некоторых государственных чиновниках. Доверяют дело проштрафившемуся инспектору полиции Мори, который перед правой рукой Капра, бывшим сержантом Донетти, выдаёт себя также за бывшего военного. Кто же окажется проворнее — бывшие военные или полицейский инспектор?

## В ролях
- Морис Роне — Мори
- Бруно Кремер — Донетти
- Марио Адорф — Капра
- Анни Дюпре — Кора
- Марина Малфатти — Изабэль
- Марио Пизу — Лувэль
- Жак Монод — депутат

## Интересные факты
- Фильм был показан впервые 15 февраля 1973 года во Франции

## Другие названия
- Il Clan del quartiere latino
- Ohne Warnung
- Without Warning
- Мир Without Appeal